# Horb am Neckar
Horb am Neckar is een plaats en gemeente in de Duitse deelstaat Baden-Württemberg, gelegen in het Landkreis Freudenstadt. De gemeente telt 25.752 inwoners (31-12-2022), de plaats Horb ongeveer 5600.

## Geografie
Horb am Neckar heeft een oppervlakte van 119,84 km² en ligt in het zuidwesten van Duitsland. De plaats ligt aan de Neckar.

## Geboren in Horb am Neckar
- Veit Stoss (ca. 1447-1533), Pools-Duits beeldhouwer, graveur, houtsnijder en schilder

## Plaatsen in de gemeente
| Plaatsen                  | Inwonertal (31.12.06) |
| ------------------------- | --------------------- |
| Horb (Kernstad)           | 5.602                 |
| Ahldorf                   | 768                   |
| Altheim                   | 1.731                 |
| Betra                     | 1.375                 |
| Bildechingen              | 2.347                 |
| Bittelbronn               | 701                   |
| Dettensee                 | 569                   |
| Dettingen (met Priorberg) | 1.577                 |
| Dettlingen                | 360                   |
| Dießen                    | 464                   |
| Grünmettstetten           | 845                   |
| Ihlingen                  | 464                   |
| Isenburg                  | 356                   |
| Mühlen                    | 1.037                 |
| Mühringen                 | 1.036                 |
| Nordstetten               | 2.473                 |
| Rexingen                  | 1.365                 |
| Talheim                   | 2.735                 |

## Foto's

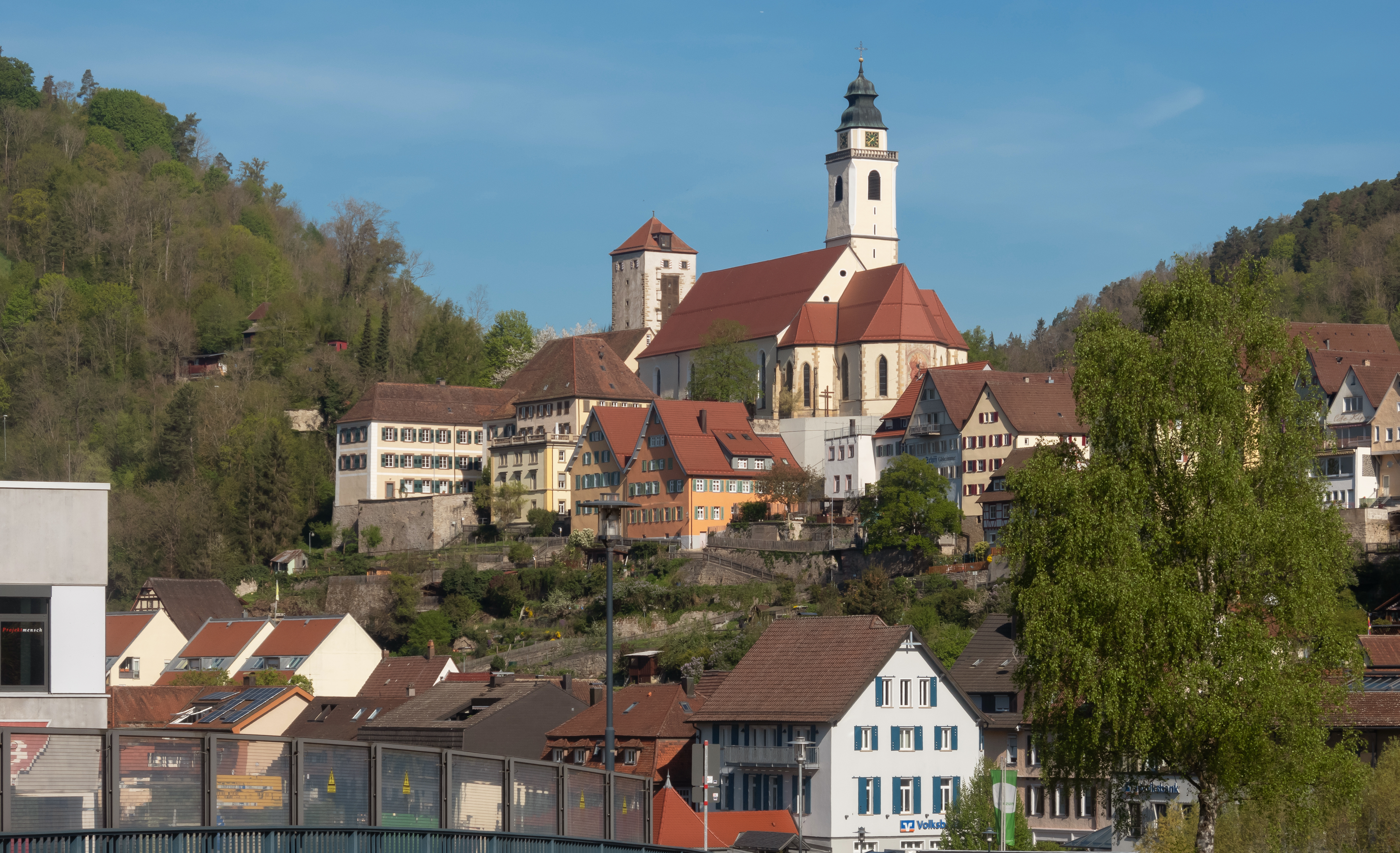
Horb am Neckar, kerk (Stiftskirche) vanaf de brug (Neckarbrücke)
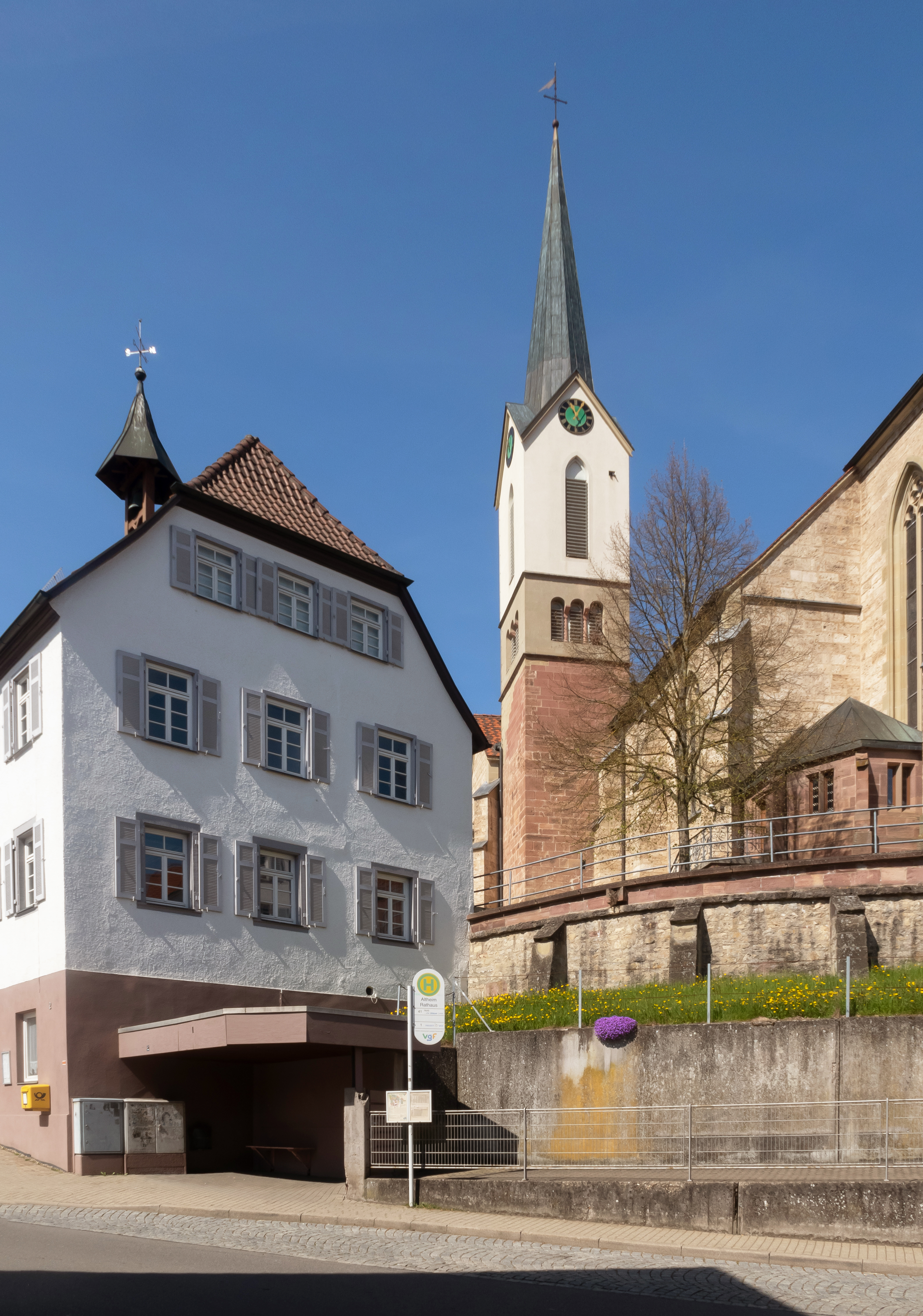
Altheim, kerk met gemeentehuis
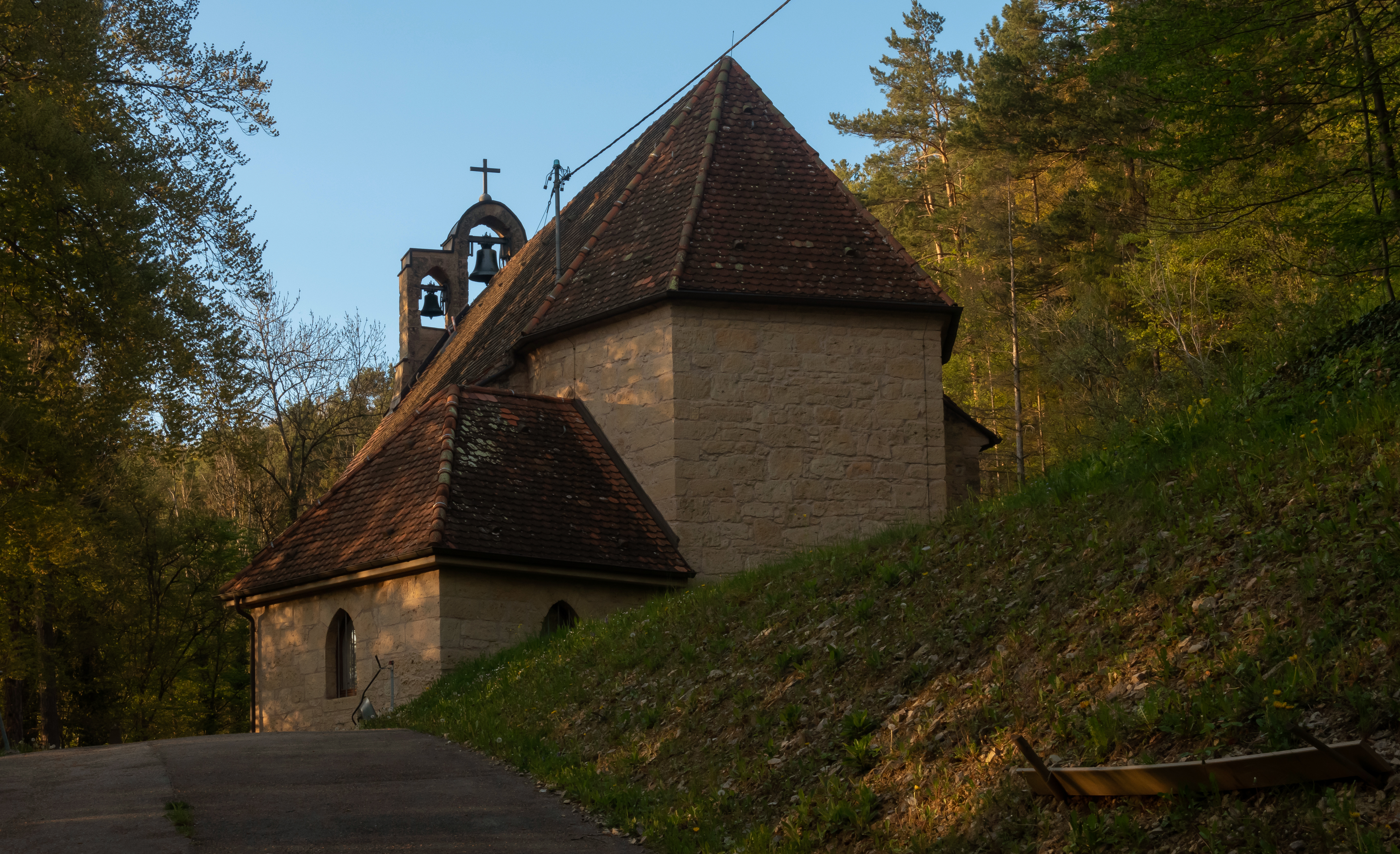
Isenburg, kapel
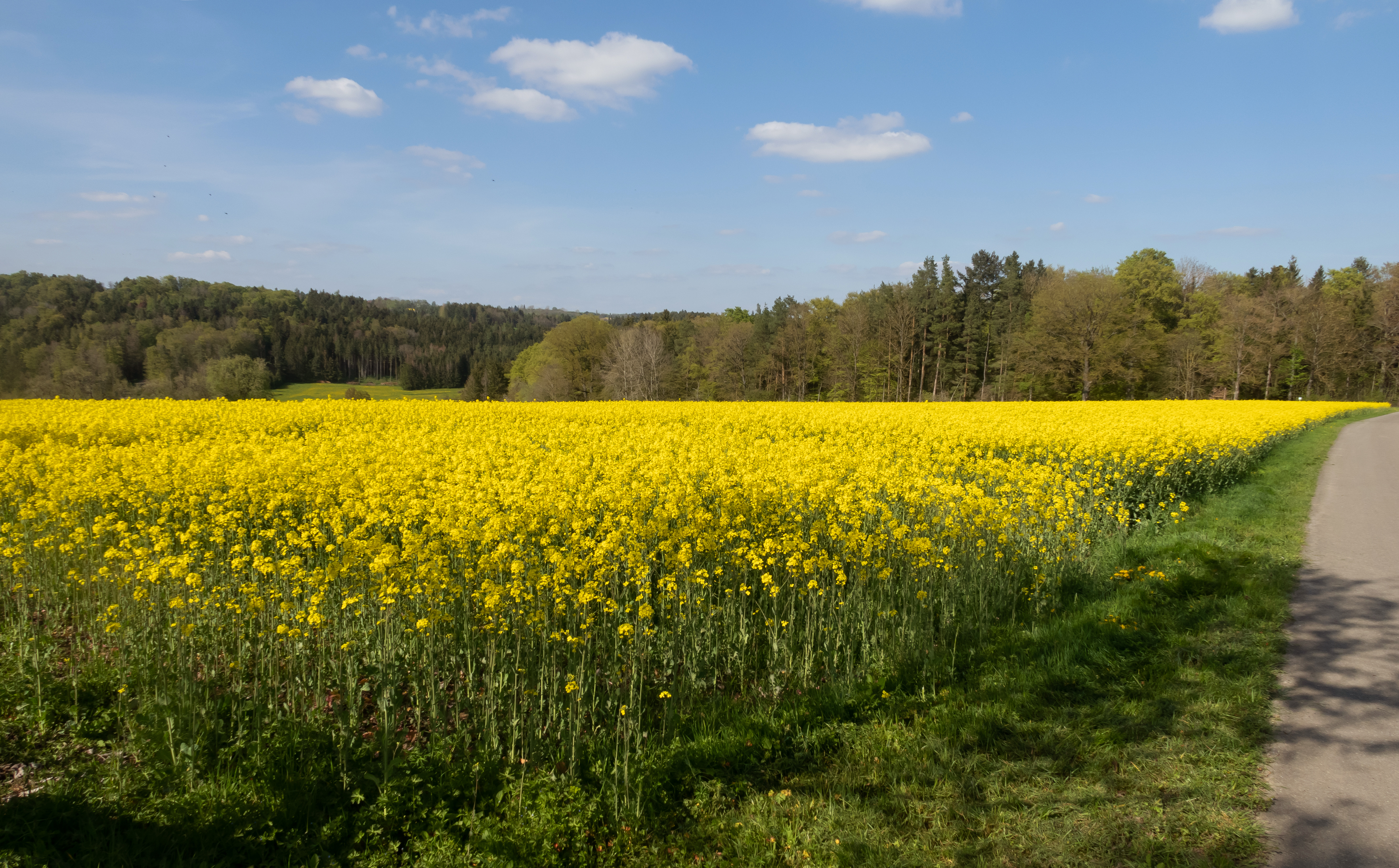
tussen Bildechingen en  Eutingen im Gäu, koolzaadveld

Alpirsbach ·
Bad Rippoldsau-Schapbach ·
Baiersbronn ·
Dornstetten ·
Empfingen ·
Eutingen im Gäu ·
Freudenstadt ·
Glatten ·
Grömbach ·
Horb am Neckar ·
Loßburg ·
Pfalzgrafenweiler ·
Schopfloch ·
Seewald ·
Waldachtal ·
Wörnersberg